# Taylor Sands
Pour les articles homonymes, voir Taylor et Sands.
Taylor Sands, née le 18 décembre 1992 aux Pays-Bas, est une actrice néerlandaise de films érotiques.

## Biographie
En 2017, elle tient le rôle principal du long-métrage Picture of Beauty de Maxim Ford.

## Filmographie
- 2014 : Ride Me Hard (vidéo)
- 2014 : Soubrette Services: L'Education d'une Jeune Soubrette
- 2014 : Luxure: Femmes Mariées
- 2015 : Public Pick Ups (série télévisée)
- 2015 : Bang Bus (série télévisée)
- 2015 : Treatment with Pleasure (court-métrage)
- 2015 : Sisters Divided & Other Stories (vidéo)
- 2015 : Russian Institute 21: Punitions
- 2015 : Gambling (vidéo)
- 2015 : Do Not Disturb 2 (vidéo)
- 2016 : Sinfully Yours (vidéo)
- 2016 : Yoga Girlfriends (vidéo)
- 2016 : Dime Piece (vidéo)
- 2016 : Be Gentle with Me (vidéo)
- 2016 : Anal Models 3 (vidéo)
- 2016 : Coming to You. Red (court-métrage)
- 2016 : Cum Inside Me 3 (vidéo)
- 2016-2017 : Tushy (série télévisée)
- 2017 : Moms in Control (série télévisée)
- 2017 : Gangbang Creampie (série télévisée)
- 2017 : Picture of Beauty : Julia
- 2017 : Lubed (série télévisée)